# Lithognathus olivieri
Lithognathus olivieri je morska riba iz družine šparov, ki je razširjena v vodah jugovzhodnega Atlantika in je endemična v obalnih vodah Namibije.
V dolžino zraste do okoli 26 cm.